# 国道467号

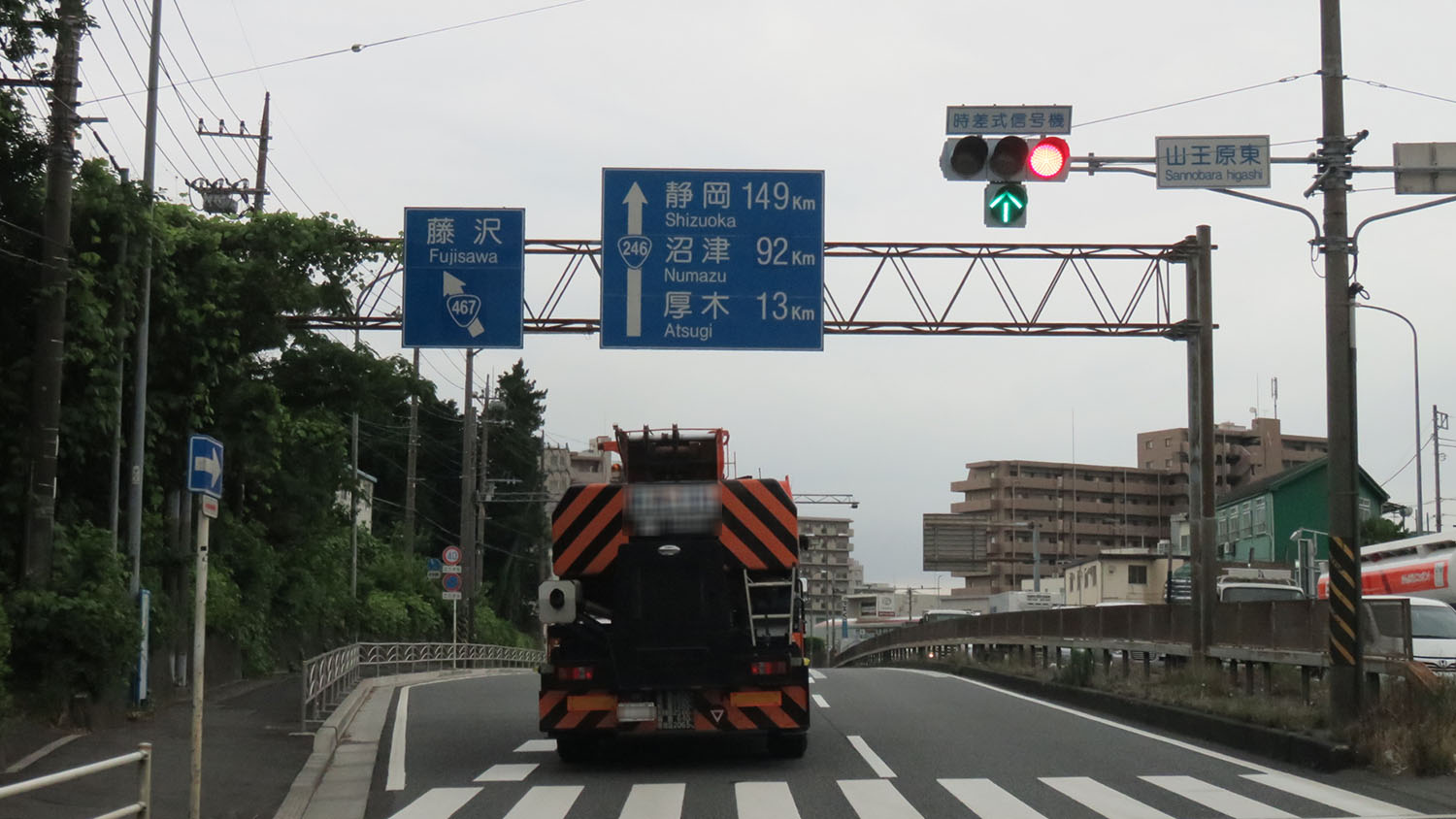
国道467号 起点
神奈川県大和市 山王原東交差点

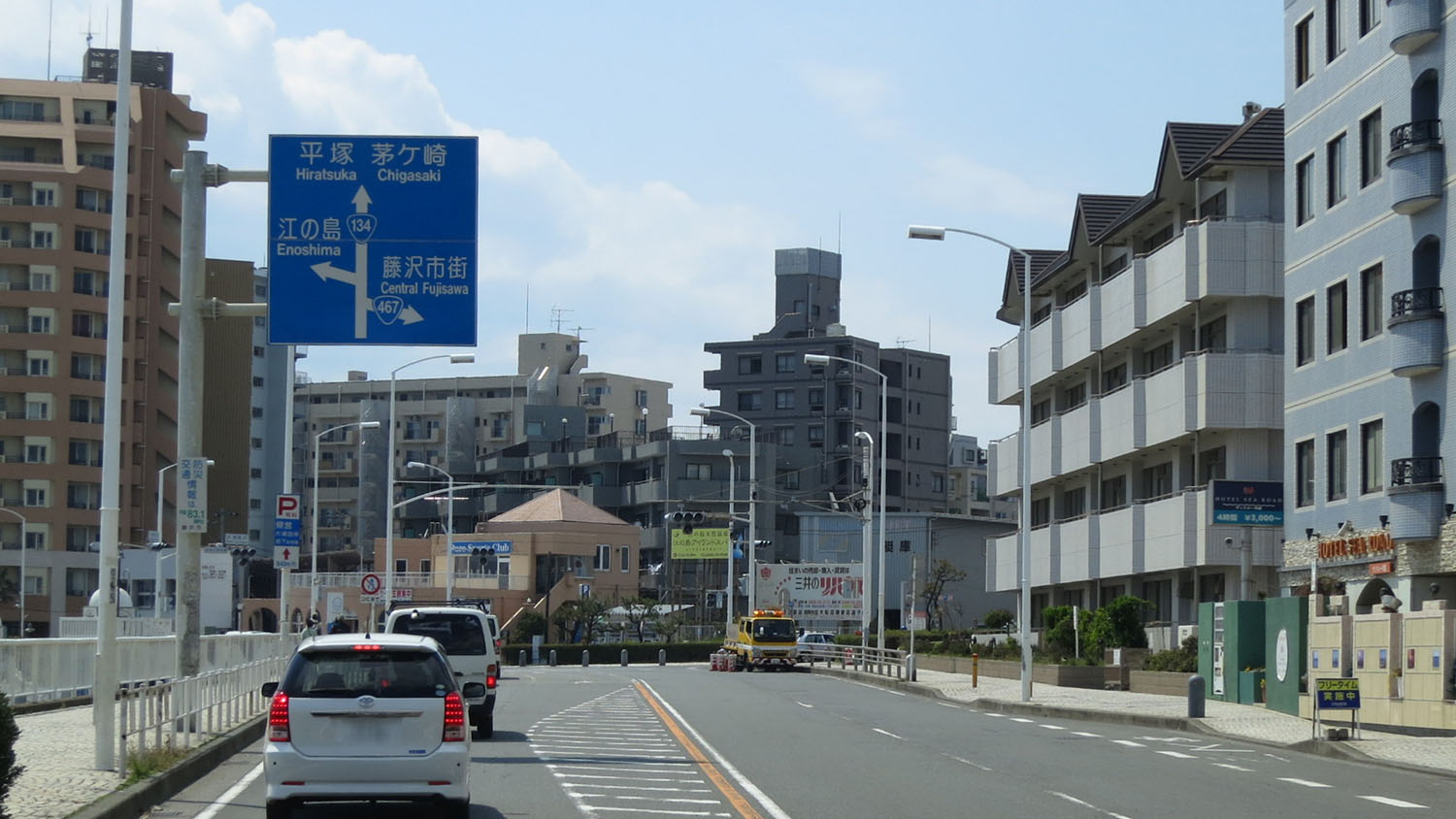
国道467号 終点
神奈川県藤沢市 片瀬東浜交差点

国道467号（こくどう467ごう）は、神奈川県大和市から藤沢市に至る一般国道である。

## 概要

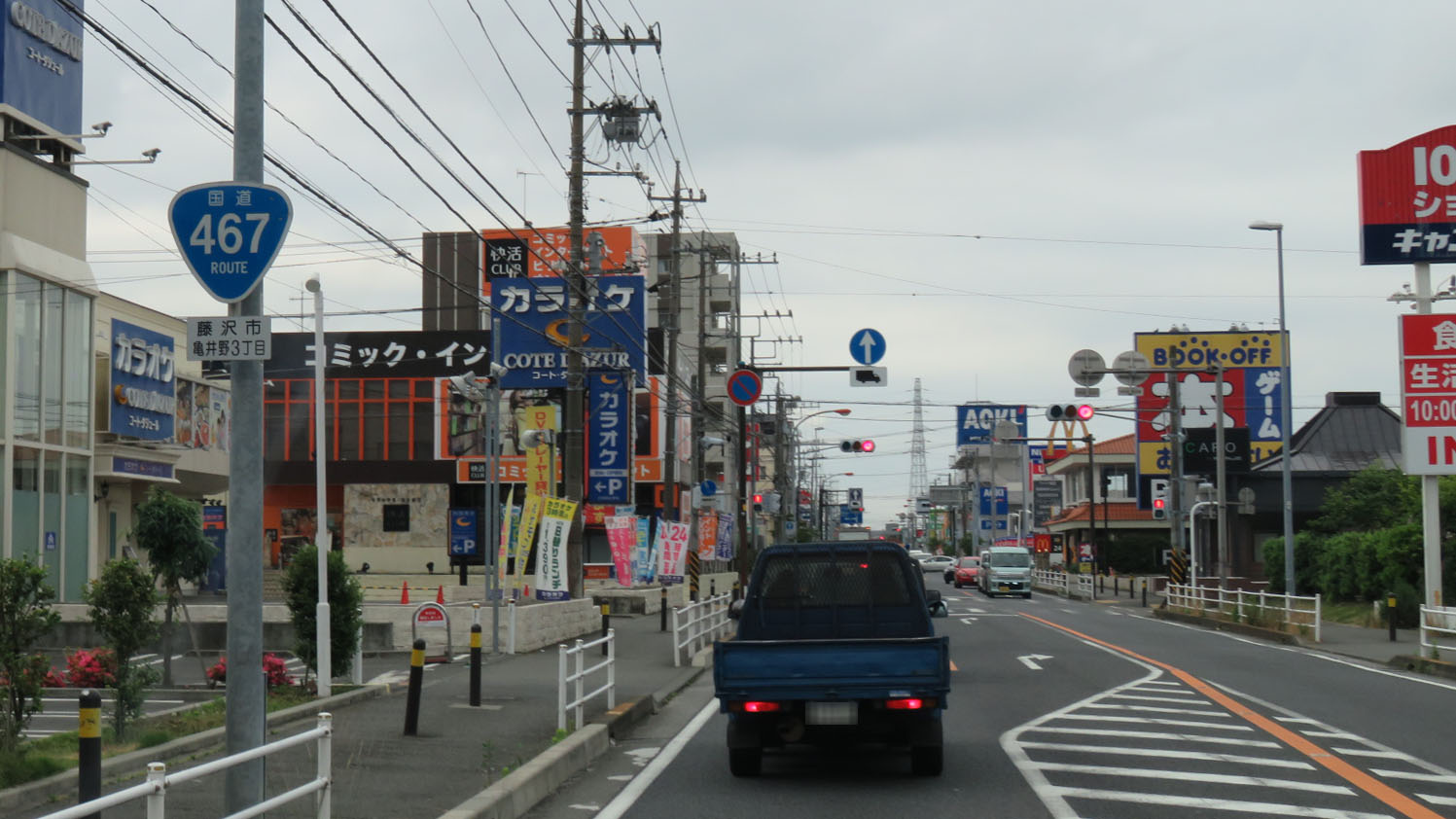
神奈川県藤沢市亀井野
（2017年6月撮影）

東京都道22号・神奈川県道41号藤沢町田線および主要地方道鎌倉片瀬藤沢線の一部が1993年（平成5年）4月に一般国道に昇格したもので、現在でも「藤沢町田線」「藤沢街道」「町田街道」などと呼ばれる（藤沢方面では藤沢街道ではなく藤沢町田線や町田街道と呼ばれ、藤沢街道と言っても通じない場合が多い）。土休日は江の島・鎌倉方面への観光需要が年間を通して高く、片側1車線道路ということもあって、江の島入口交差点（国道134号）の信号を先頭に全線で慢性的な渋滞が起こる。また平日であっても藤沢の中心市街地にある藤沢橋交差点、郵便局前交差点、南藤沢交差点付近などが慢性的に渋滞している。西側を並行する神奈川県道43号藤沢厚木線の拡幅・整備や東側の境川対岸に並行して横浜市環状4号線が建設された事等により、藤沢市街よりも北側においては若干混雑が緩和された。一方藤沢市街から南側の片瀬海岸付近までの慢性的な渋滞を解消するためには、現在鎌倉市関谷から藤沢市川名まで開通している都市計画道路横浜藤沢線（県道312号線）の延伸が必要であると見做されており、特に川名から本道までの延伸が急務とされている。
この国道は藤沢市から大和市鶴間までの間、小田急江ノ島線と並行する形であるため、江ノ島線の駅に近い主な交差点では特に混雑が激しい時間帯がある。特に厚木街道と交差する大和1号踏切、神奈川県道45号丸子中山茅ヶ崎線（中原街道）と交差する桜ヶ丘1号踏切は昼夜問わず慢性的に渋滞が発生している。

### 路線データ
一般国道の路線を指定する政令に基づく起終点および重要な経過地は次のとおり。
- 起点：大和市（下鶴間、山王原東交差点 = 国道246号交点）
- 終点：藤沢市（片瀬海岸一丁目、片瀬東浜交差点 = 国道134号交点）
- 重要な経由地：なし
- 総延長 : 21.8 km（重用延長を含む。）[2][注釈 2]
- 重用延長 : 0.5 km[2][注釈 2]
- 未供用延長 : なし[2][注釈 2]
- 実延長 : 21.3 km[2][注釈 2]
  - 現道 : 21.3 km[2][注釈 2]
  - 旧道 : なし[2][注釈 2]
  - 新道 : なし[2][注釈 2]
- 指定区間：国道246号と重複する区間（大和市・山王塚交差点 - 一ノ関交差点）[3]

## 歴史

### 明治時代以前
戦国時代に玉縄城と滝山城を結ぶ街道として出来たとされ、江戸時代には藤沢から相模原台地の上を経て町田から八王子へと至る街道があり、滝山往還や八王子街道と呼ばれ、相模国内の南北方向の主要な街道の一つとして位置づけられていたことが新編相模国風土記稿の記述から読み取れる。

### 明治時代以降
ここでは神奈川県道を「県道」と表記する。
- 1920年（大正9年）4月1日 - 旧道路法に基づき、県道藤沢町田線および県道藤沢停車場江ノ島線を県道に認定する[4]。
- 1936年（昭和11年）9月25日 - 県道10号（高座郡藤沢町ヨリ八王子市ニ達スル道路）および県道11号（高座郡藤沢町ヨリ鎌倉郡鎌倉町ニ達スル道路）に指定する[5]。
- 1953年（昭和28年）2月10日 - 道路法に基づき、県道藤沢町田線（整理番号48）および県道藤沢停車場江ノ島線（整理番号41）を、県道に認定する[6]。
- 1954年（昭和29年）1月29日 - 県道藤沢町田線を主要地方道藤沢町田線に、県道藤沢停車場江の島線の一部と県道藤沢鎌倉線の一部を主要地方道鎌倉片瀬藤沢線に指定する[7]。
- 1955年（昭和30年）3月4日 - 主要地方道藤沢町田線の整理番号を48から6へ変更する[8]。主要地方道鎌倉片瀬藤沢線の整理番号を11とする[9]。
- 1993年（平成5年）4月1日 - 一般国道467号となる[10]。

## 路線状況

### 重複区間
- 国道246号（大和市・山王塚交差点 - 大和市・一ノ関交差点）

## 地理

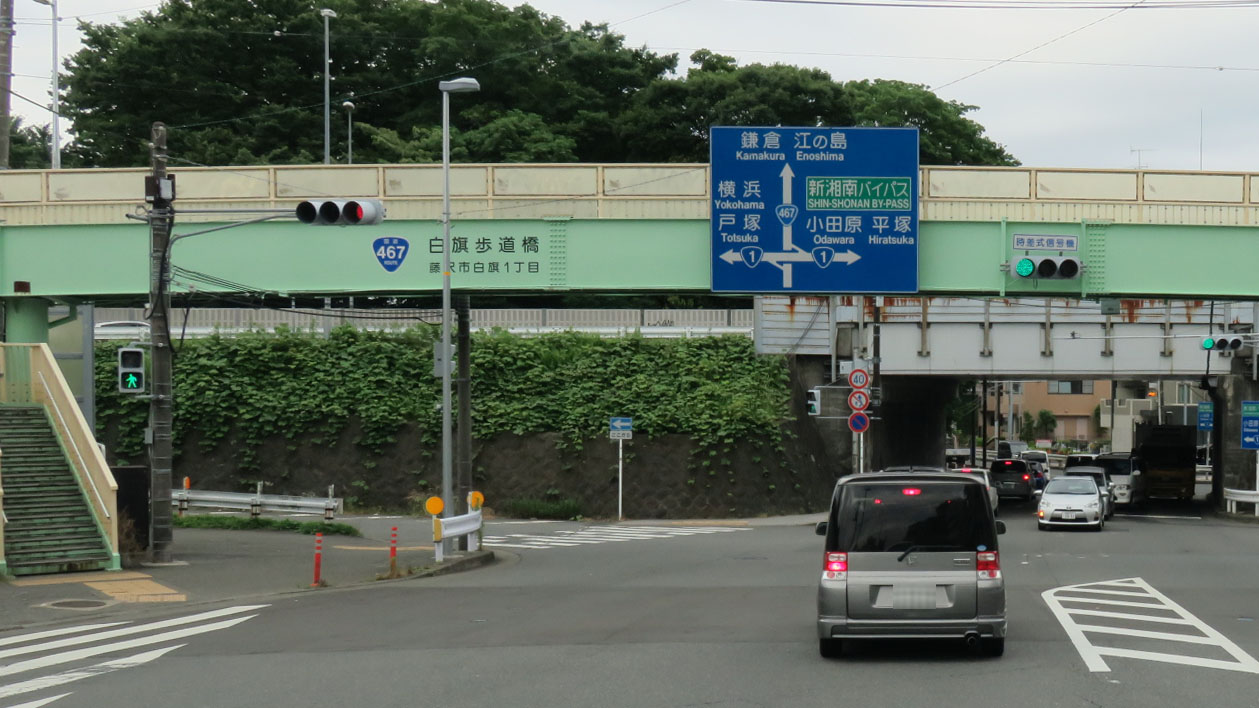
国道1号
藤沢バイパスとの交差
神奈川県藤沢市白旗

### 通過する自治体
- 神奈川県
  - 大和市 - 藤沢市

### 交差する道路
市道は主要なもののみ記載
- 山王原東交差点（起点） - 国道246号
- 交差点名不詳 - 国道246号 （以降、一ノ関交差点まで国道246号（側道）との重複区間）
- 一ノ関交差点 - 国道246号
- 大和市深見西付近 - 東名高速道路と交差（接続なし）
- 大和駅付近 - 相模鉄道本線と交差（接続なし）
- 光ヶ丘交差点 - 神奈川県道40号横浜厚木線
- 桜ヶ丘交差点 - 神奈川県道45号丸子中山茅ヶ崎線（中原街道）
- 下和田付近 - 東海道新幹線と交差（接続なし）
- 藤沢市長後小学校入口交差点 - 旧・神奈川県道42号藤沢座間厚木線
- 高倉中学校入口交差点 - 都市計画道路3・5・27号高倉下長後線（長後街道　旧神奈川県道22号横浜伊勢原線）
- 湘南台駅入口交差点付近 - 相模鉄道いずみ野線と交差（接続なし）
- 六会交差点 - 神奈川県道403号菖蒲沢戸塚線（亀井野小学校南側交差点まで、神奈川県道403号菖蒲沢戸塚線との共通区間）
- 亀井野小学校南側交差点 - 神奈川県道403号菖蒲沢戸塚線
- 善行入口交差点 - 藤沢市道石名坂善行線
- 立石入口交差点 - 旧道を分岐　また横須賀水道道路とも交差する
- 国道1号（藤沢バイパス）藤沢バイパスへの進入ランプあり（バイパスからの出口ランプは無い）
- 白旗交差点 - 神奈川県道43号藤沢厚木線
- 藤沢橋交差点 - 神奈川県道30号戸塚茅ヶ崎線
- 遊行ロータリー交差点 - 神奈川県道306号藤沢停車場線
- 郵便局前交差点 - 藤沢市道藤沢村岡線（藤沢駅北口へ接続） - 鎌倉市道大船停車場藤沢線
- 南藤沢交差点 - 藤沢市道藤沢川名線（藤沢駅南口へ接続） - 神奈川県道32号藤沢鎌倉線
- 境川橋 - 境川と交差
- 江ノ島電鉄線江ノ島駅
- 湘南モノレール江の島線湘南江の島駅
- 龍口 - 藤沢市道片瀬西鎌倉線
- 片瀬東浜交差点（終点） - 国道134号